# یواس‌اس آسفالت (آی‌ایکس-۱۵۳)
یواس‌اس آسفالت (آی‌ایکس-۱۵۳) (به انگلیسی: USS Asphalt (IX-153)) یک کشتی بود که طول آن ۳۶۶ فوت (۱۱۲ متر) بود. این کشتی در سال ۱۹۴۴ ساخته شد.